# جیرو ساتو
 جیرو ساتو (انگلیسی: Jiro Sato؛ زاده ۵ ژانویهٔ ۱۹۰۸ درگذشته ۵ آوریل ۱۹۳۴) یک تنیس‌باز اهل ژاپن بود.